# SN 2007mu
SN 2007mu – supernowa typu Ia odkryta 22 września 2007 roku w galaktyce A001218-0004. W momencie odkrycia miała maksymalną jasność 22,00m.